# Olios mygalinus nigripalpis
Olios mygalinus là một phân loài nhện trong họ Sparassidae.
Loài này thuộc chi Olios. Olios mygalinus nigripalpis được Anna Maria Sibylla Merian miêu tả năm 1911.